# 32943 Сендірайан
32943 Сендірайан (32943 Sandyryan) — астероїд головного поясу, відкритий 13 листопада 1995 року.
Тіссеранів параметр щодо Юпітера — 3,205.